# Escut de Montellà i Martinet
L'escut oficial de Montellà i Martinet té el següent blasonament:
Escut caironat truncat: 1r. de sinople, un mont d'or movent de la punta somat d'un castell d'argent obert; 2n. d'or, un mall de martinet de sable. Per timbre una corona mural de vila.

## Història
Va ser aprovat el 13 d'octubre de 1988 i publicat al DOGC el 9 de novembre del mateix any amb el número 1066.
L'escut d'aquest municipi, format el 1970 amb la unió dels dos anteriors de Montellà de Cadí i Víllec i Estana, és compost: s'hi veu el castell de Montellà, que va pertànyer als bisbes d'Urgell, i el senyal parlant de Martinet.